# Пам'ятник Василю Ремеслу

Пам'ятник В. М. Ремеслу, Пирятин

Пам'ятник Василю Ремеслу — пам'ятник-погруддя українському селекціонеру, академіку АН СРСР і дійсному члену ВАСГНІЛу, авторові 17 сортів пшениці Василю Миколайовичу Ремеслу (1907–1983), уродженцю села Теплівка (тепер Пирятинського району), розташований у місті Пирятині (райцентр на Полтавщині).
Розташований біля Пирятинської спеціалізованої загальноосвітньої школи І-ІІІ ступенів № 4 з поглибленим вивченням трудового навчання Пирятинської райдержадміністрації (вул. Європейська, 2а).
Пам'ятник був установлений у 1982 році. Автори — скульптори О. П. Вітрик, В. В. Сухенко, архітектори Ю. А. Чеканюк, Ю. М. Набок.
Являє собою бронзове погруддя В. М. Ремесла, встановлене на гранітному постаменті (висота — 2,8 м).
Майданчик навколо пам'ятника викладено гранітними плитами.

## Джерело
- Ремеслу В. М. пам'ятник // За ред. А. В. Кудрицького. Полтавщина : Енцикл. довід.. — К. : УЕ, 1992. — С. 1024. — ISBN 5-88500-033-6. — с. 822—823